# Vittsjö GIK
El Vittsjö GIK Hässleholm es un club deportivo sueco con sede en Vittsjö. Fundado en 1933, es conocido por su equipo de fútbol femenino, el cual juega desde el 2012 en la Damallsvenskan, máxima categoría de Suecia. Hace de local en el Vittsjö IP, con una capacidad de 1.500 espectadores.

## Historia
El club fue fundado el 22 de noviembre de 1933.
A fines de la década de 1970 y principios de la de 1980, se desarrolló la sección de fútbol para niñas. Esto, a su vez, ha generado mucho talento en la sección femenina, así como varias victorias en la Gothia Cup, avances en la liga nacional y campeonatos de Escania. El equipo femenino ha jugado en la División 1 (segunda categoría sueca) desde la temporada 2009. En 2011, ganó la liga y ascendió a la Damallsvenskan por primera vez. De cara a su debut en primera, el club amplió el estadio Vittsjö IP, con el objetivo de tener sitio para 1.500 espectadores.

## Jugadoras

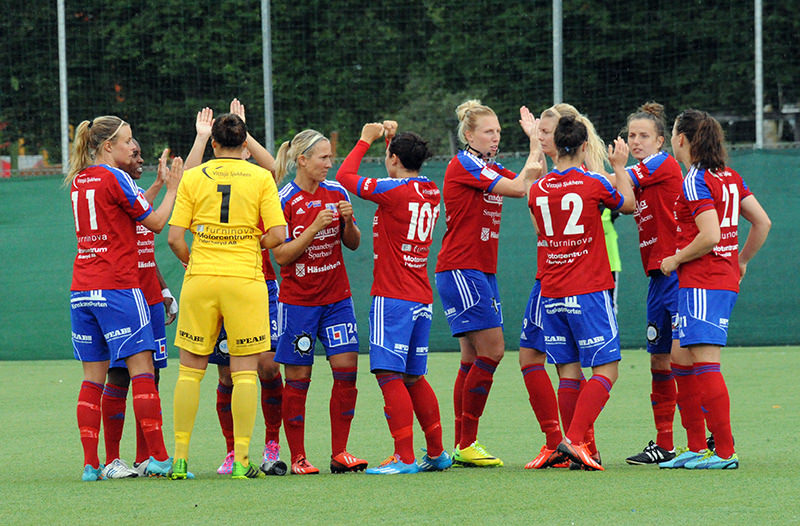
El equipo en agosto de 2014.